# Comuna Nuštar, Vukovar-Srijem
Nuštar este o comună în cantonul Vukovar-Srijem, Croația, având o populație de 5.793 de locuitori (2011).

## Demografie
Componența etnică a comunei Nuštar
     Croați (92,54%)
     Maghiari (3,16%)
     Sârbi (2,04%)
     Albanezi (1,42%)
     Necunoscut (0,12%)
     Neclasificat (0,43%)
Componența confesională a comunei Nuštar
     Catolici (95,77%)
     Ortodocși (2,11%)
     Necunoscută (0,93%)
     Alte religii (1,19%)
Conform recensământului din 2011, comuna Nuštar avea 5.793 de locuitori. Din punct de vedere etnic, majoritatea locuitorilor (92,54%) erau croați, existând și minorități de maghiari (3,16%), sârbi (2,04%) și albanezi (1,42%). Apartenența etnică nu este cunoscută în cazul a 0,12% din locuitori. Din punct de vedere confesional, majoritatea locuitorilor (95,77%) erau catolici, cu o minoritate de ortodocși (2,11%). Pentru 0,93% din locuitori nu este cunoscută apartenența confesională.